# Automat celular cuantic
Un automat celular cuantic (QCA) este un model abstract de calcul cuantic, conceput prin analogie cu modelele convenționale de automate celulare introduse de John von Neumann. Același termen poate fi folosit și pentru a descrie automate celulare cu puncte cuantice, o implementare fizică propusă pentru automate celulare „clasice” care se bazează pe exploatarea fenomenelor mecanicii cuantice. QCA a atras o atenție deosebită datorită dimensiunii sale extrem de mici (la scară moleculară sau chiar atomică) și a consumului său ultra-redus de energie, făcându-l un candidat promițător pentru înlocuirea tehnologiei CMOS.

## Utilizarea termenului
În contextul modelelor de calcul sau al sistemelor fizice, automatul celular cuantic (QCA) reprezintă o combinație a elementelor din (1) studiul automatelor celulare din informatica clasică și (2) studiul procesării informației cuantice. Mai precis, modelele de automate celulare cuantice se caracterizează prin următoarele aspecte:
- Calculul este realizat prin operarea paralelă a mai multor dispozitive de calcul, denumite celule. Celulele sunt, de obicei, sisteme cuantice finite-dimensionale identice (de exemplu, fiecare celulă este un qubit).
- Fiecare celulă are o vecinătate formată din alte celule. Toate aceste celule formează o rețea, care este, în general, considerată regulată (de exemplu, celulele sunt aranjate sub formă de rețea cu sau fără condiții de margine periodice).
- Evoluția tuturor celulelor prezintă o serie de simetrii de tip fizic. Una dintre ele este localitatea: starea următoare a unei celule depinde doar de starea sa curentă și de starea vecinilor săi. O altă caracteristică este omogenitatea: evoluția acționează identic în toate punctele și este independentă de timp.
- Spațiul de stare al celulelor și operațiile efectuate asupra lor trebuie să fie motivate de principiile mecanicii cuantice.

O altă caracteristică adesea considerată importantă pentru un model de automat celular cuantic este universalitatea sa pentru calculul cuantic. Aceasta înseamnă că modelul ar trebui să poată simula eficient mașini Turing cuantice, circuite cuantice arbitrare sau pur și simplu orice alt automat celular cuantic.
Modelele propuse recent impun condiții suplimentare. De exemplu, se consideră că automatele celulare cuantice ar trebui să fie reversibile și/sau local unitare, având o funcție de tranziție globală ușor de determinat din regula de actualizare a celulelor individuale. Rezultate recente demonstrează că aceste proprietăți pot fi derivate axiomatic din simetriile evoluției globale.

## Modele

### Propuneri inițiale
În 1982, Richard Feynman a propus o primă abordare pentru cuantificarea unui model de automat celular. Trei ani mai târziu, David Deutsch⁠(d) a prezentat o dezvoltare formală a subiectului. Ulterior, în 1988, Gerhard Grössing și Anton Zeilinger au introdus termenul de "automate celulare cuantice" pentru a se referi la un model definit de ei. Totuși, modelul lor avea foarte puține similitudini cu conceptele dezvoltate de Deutsch, motiv pentru care nu a cunoscut o dezvoltare semnificativă ca model de calcul.

### Modele de calcul cuantic universal
Primul model formal de automat celular cuantic analizat în detaliu a fost introdus de John Watrous. Acest model a fost ulterior dezvoltat de Wim van Dam și de Christoph Dürr, Huong LêThanh și Miklos Santha, Jozef Gruska și Pablo Arrighi. Ulterior, s-a constatat că definiția era prea permisivă, permițând semnalizare superluminală (depășirea vitezei luminii) în anumite cazuri. O a doua generație de modele include propunerile Susannei Richter și lui Reinhard Werner ale lui Benjamin Schumacher și Reinhard Werner, ale lui Carlos Pérez-Delgado și Donny Cheung și ale lui Pablo Arrighi, Vincent Nesme și Reinhard Werner. Toate aceste modele sunt strâns legate și nu prezintă probleme de localitate. De fapt, se poate afirma că toate concep automatul celular cuantic ca pe un circuit cuantic extins, repetat la infinit în timp și spațiu. Recenzii recente ale subiectului sunt disponibile la următoarele linkuri:

### Modele de sisteme fizice
Modele de automate celulare cuantice au fost propuse de David Meyer,  Bruce Boghosian și Washington Taylor, precum și Peter Love și Bruce Boghosian, ca o modalitate de a simula gazele cuantice pe rețele. Motivația a provenit din utilizarea automatelor celulare „clasice” pentru a modela fenomene fizice clasice precum dispersia gazelor. Criteriile care determină când un automat celular cuantic (QCA) poate fi descris ca automat celular cu gaz cuantic pe rețele (QLGA) au fost stabilite de Asif Shakeel și Peter Love.

### Automate celulare cu puncte cuantice
O propunere pentru implementarea automatelor celulare clasice prin sisteme proiectate cu puncte cuantice a fost prezentată sub numele de "automate celulare cuantice" de Doug Tougaw⁠(d) și Craig Lent, ca o alternativă la calculul clasic bazat pe tehnologia CMOS. Pentru a diferenția mai clar această propunere de modelele de automate celulare care efectuează calcul cuantic, mulți autori din domeniu se referă acum la ea ca la un automat celular cu puncte cuantice.